# Kloster Matina
Das Kloster Matina ist eine ehemalige Benediktinerabtei in Kalabrien, Italien, die 1222 von den Zisterziensern übernommen wurde. Es lag rund 4 km nordöstlich von dem Bischofssitz San Marco Argentano in der Provinz Cosenza am Flüsschen Fullone, das über den Fluss Crati in das Ionische Meer entwässert.

## Geschichte

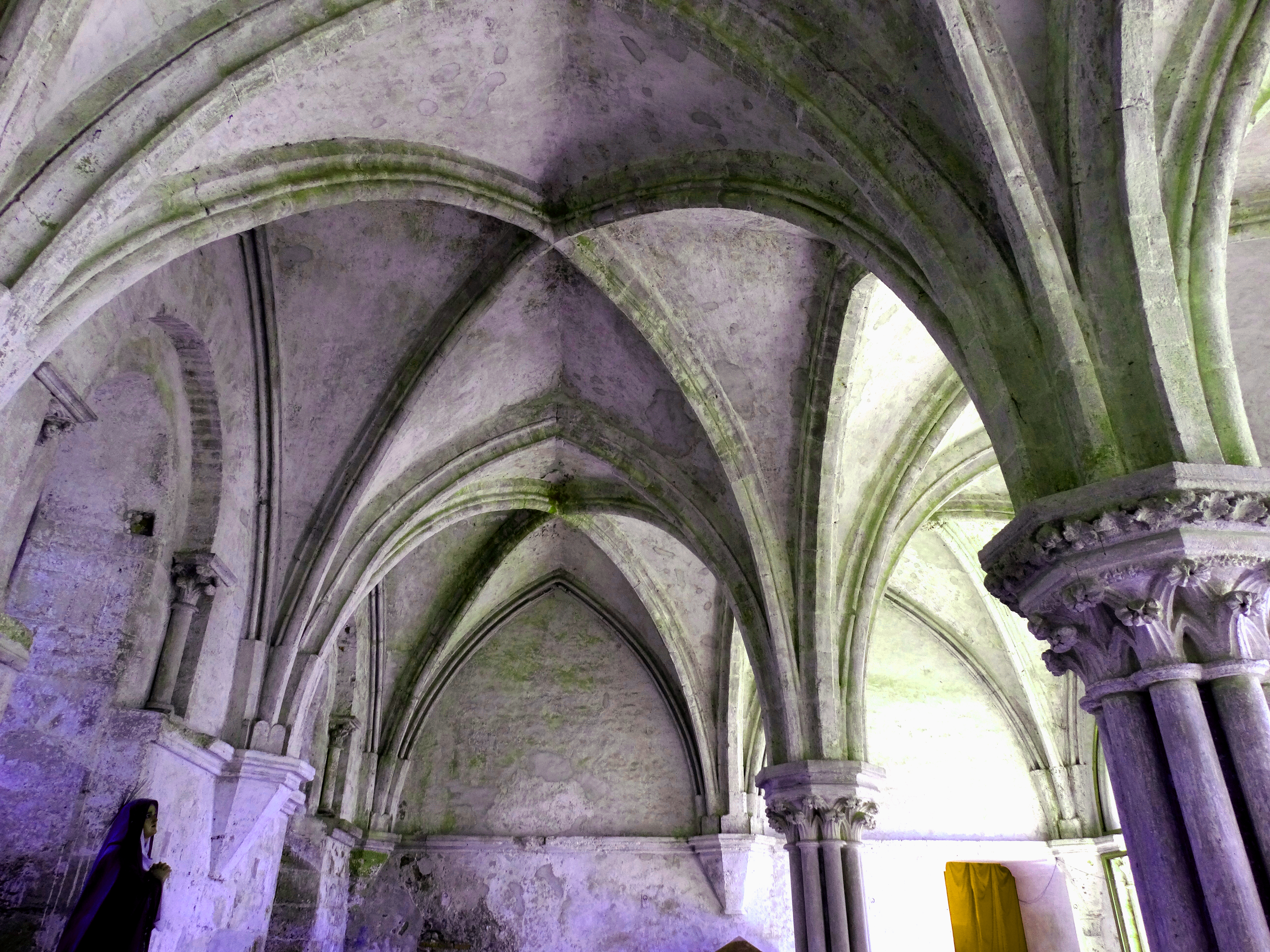

Von Robert Guiskard und seiner Gattin Sikelgaita wurde, auf Forderung des Papstes Nikolaus II. um 1065 ein Benediktinerkloster gestiftet. Am 31. März wurde die Kirche auf Befehl Alexanders II. vom Erzbischof Arnulf von Cosenza und den Bischöfen Oddo von Rapolla und Laurentius von Malvito geweiht. Am 18. November 1092 hat Papst Urban II. das Kloster besucht. Da bereits Alexander II. die Abtei unter päpstlichen Schutz gestellt hatte, wird Matina sowohl im älteren Teil des Liber censuum wie in der Redaktion des Kämmerers Cencius erwähnt. Die reiche Ausstattung konnte einen Niedergang gegen Ende des 12. Jahrhunderts nicht verhindern. Joachim von Fiore lehnte die ihm von König Tankred angebotene Verlegung seines Klosters Fiore nach Matina, das anscheinend bereits verlassen war, ab. Die Spekulationen der älteren Zisterzienserliteratur, Matina sei seit 1180 zisterziensisch, die von Bedini unkritisch wiederholt werden, sind durch die Urkunden aus dem Familienarchiv Aldobrandini widerlegt. Auf Antrag des Abtes Bonus von S. Maria di Sambucina beauftragte Honorius III. im Oktober 1221  Erzbischof Lukas von Cosenza, der vor seiner Erhebung zum Erzbischof selbst Abt von Sambucina gewesen war, zusammen mit dem Bischof Andreas von San Marco Argentano, dem zuständigen Ortsbischof, das Kloster Sambucina nach Matina zu verlegen. Die Maßnahme fand im Februar 1222 auch die Zustimmung des Kaisers Friedrich II. und wurde nach Vollzug im Juni 1222 vom Papst bestätigt. Der Name „Matina“ blieb der gebräuchliche, bisweilen finden sich Zusätze wie „Matinae de Sambucina“ oder „Matinae dictum Sambucinae“.    Seit 1410 wurde das Kloster als Kommende vergeben. 1633 trat es der kalabresisch-lukanischen Zisterzienserkongregation bei. 1780 wurde das Kloster aufgehoben, die Kommende bestand dagegen bis 1809 fort. Danach erhielt der General Luigi Valentoni das Kloster, der es in einen Agrarbetrieb verwandelte.
Die Kirche wurde von den Zisterziensern im gotischen Stil neu errichtet. Sie ist noch teilweise vorhanden. Erhalten haben sich auch der als Kapelle eingerichtete, kreuzrippengewölbte Kapitelsaal mit gebündelten gotischen Säulen, die an diejenigen in Kloster Casamari erinnern, das Parlatorium und das Scriptorium.